# 10911 Ziqiangbuxi
10911 Ziqiangbuxi eller 1997 YC1 är en asteroid i huvudbältet som upptäcktes den 19 december 1997 av Beijing Schmidt CCD Asteroid Program vid Xinglong-observatoriet. Den är uppkallad efter Zi Qiang Bu Xi i I Ching.
Asteroiden har en diameter på ungefär 8 kilometer.